# Knooppunt Heerenveen
Het Knooppunt Heerenveen is een Nederlands verkeersknooppunt voor de aansluiting van de autosnelwegen A7 en A32, bij Heerenveen. Het is een klaverblad zonder rangeerbanen. Knooppunt Heerenveen werd in 1956 geopend als verkeersplein met zes uitritten. In 2000 is het omgevormd tot een klaverblad.

## Richtingen knooppunt
| Aansluitende wegen                       | Aansluitende wegen | Aansluitende wegen | Aansluitende wegen | Aansluitende wegen                               |
| ---------------------------------------- | ------------------ | ------------------ | ------------------ | ------------------------------------------------ |
| richting Akkrum / Wirdum                 |                    |                    |                    | richting Drachten / Groningen / Bad Nieuweschans |
|                                          |                    |                    |                    |                                                  |
| richting Joure / Sneek / Hoorn / Zaandam |                    |                    |                    |                                                  |
|                                          |                    |                    |                    |                                                  |
|                                          |                    |                    |                    | richting Wolvega / Steenwijk / Meppel            |

## Knooppunt Heerenveen in beeld

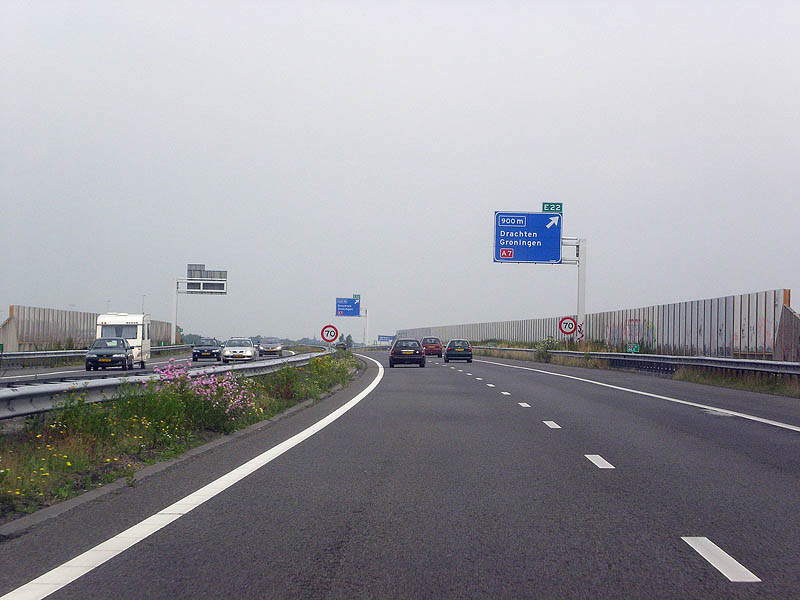
A32 Knooppunt Heerenveen (2004)
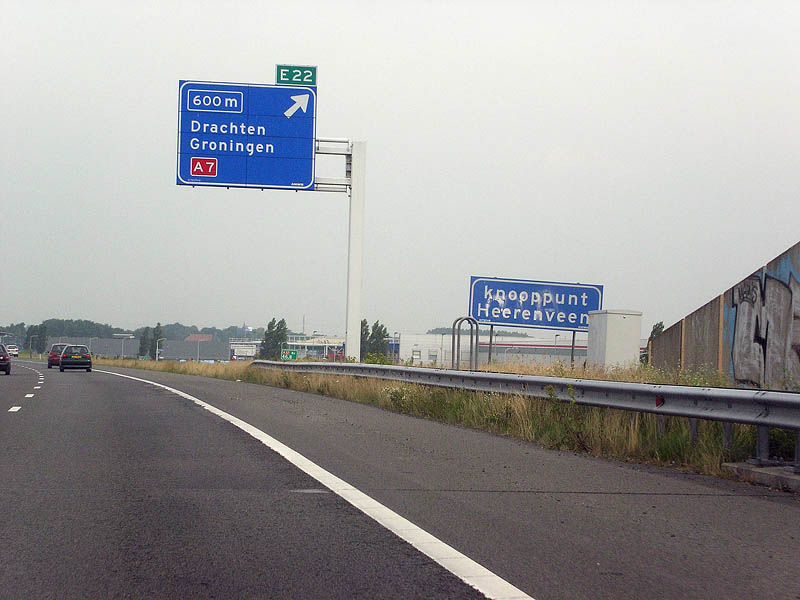
A32 Knooppunt Heerenveen (2004)
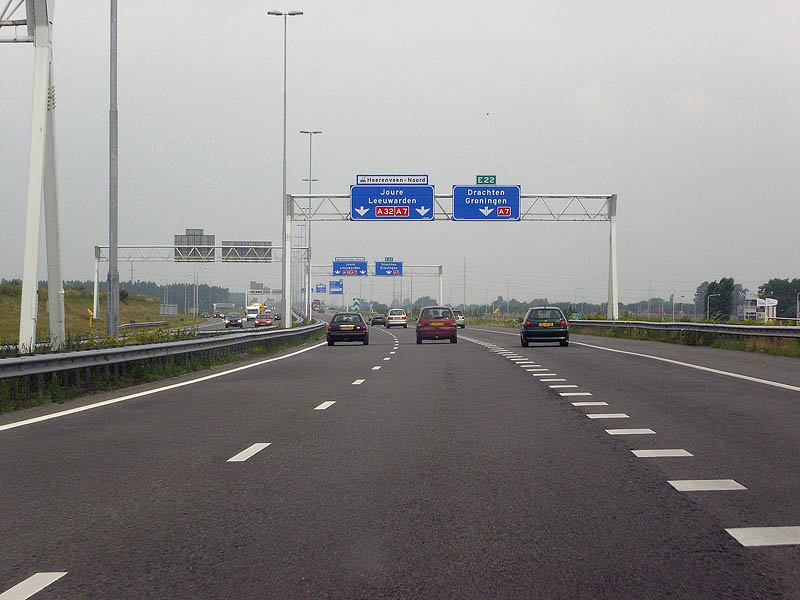
A32 Knooppunt Heerenveen (2004)
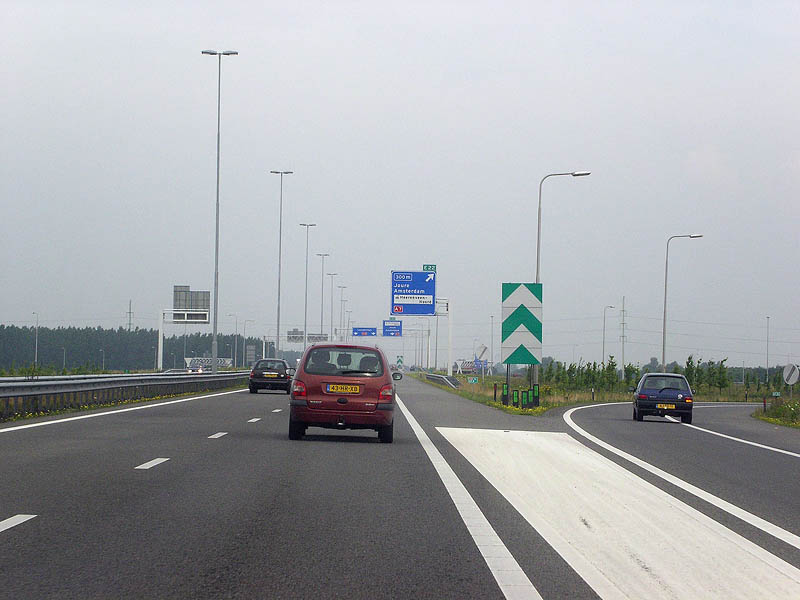
A32 Knooppunt Heerenveen (2004)
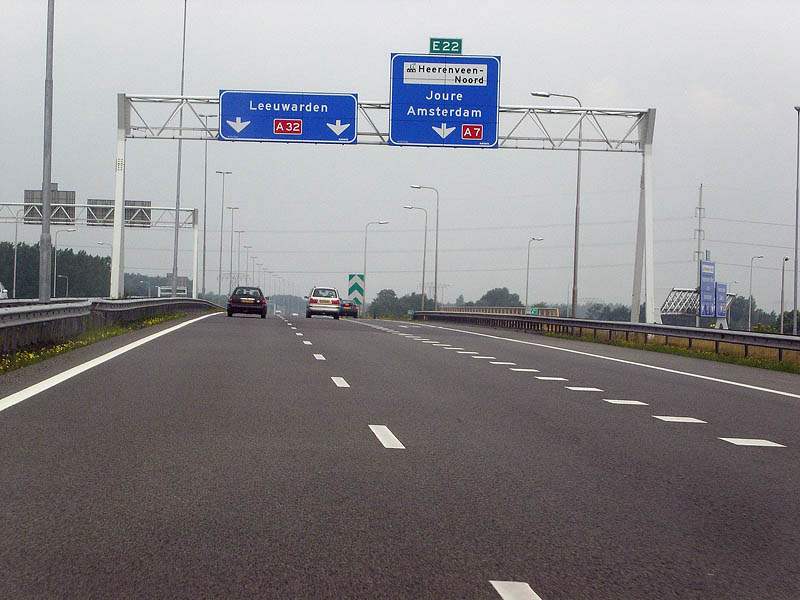
A32 Knooppunt Heerenveen (2004)

Almere · Amstel · Arnestein · Assen · Azelo · Badhoevedorp · Bankhoef · Batadorp · Beekbergen · Benelux · Beverwijk · Bodegraven ·  Boterdiep ·  Buren · Burgerveen · Coenplein · De Baars · De Hoek · De Hogt · De Nieuwe Meer · De Poel · De Punt · De Stok · Deil · Diemen · Drachten · Drie Klauwen · Eemnes · Ekkersweijer · Emmeloord · Empel · Euvelgunne · Everdingen · Ewijk · Galder · Gooimeer · Gorinchem · Gouwe · Grijsoord · Hattemerbroek · Heerenveen · Hellegatsplein · Het Vonderen · Hintham · Hoevelaken · Hofvliet · Holendrecht · Holsloot · Hoogeveen · Hooipolder · IJmuiden (niet officieel) · Joure · Julianaplein · Kerensheide · Kethelplein · Klaverpolder · Kleinpolderplein · Kooimeer · Kruisdonk · Kunderberg · Lankhorst · Leenderheide · Lunetten · Maanderbroek · Markiezaat · Muiderberg · Neerbosch · Noordhoek · Ommedijk · Oud-Dijk · Oudenrijn · Paalgraven · Princeville · Prins Clausplein · Raasdorp ·  Reitdiep ·  Ressen · Ridderkerk · Rijkevoort · Rijnsweerd · Rottepolderplein · Rozenburg · Sabina · Sint-Annabosch · Stelleplas · Slufter · Ten Esschen · Terbregseplein · Tiglia · Vaanplein · Valburg · Velperbroek · Velsen · Vlaardingen · Vught · Waterberg · Watergraafsmeer · Werpsterhoek · Westerlee · Ypenburg · Zaandam · Zaarderheiken · Zonzeel · Zoomland · Zuidbroek · Zurich

Geplande knooppunten:
De Liemers · Zestienhoven

Voormalige knooppunten:
Bocholtz · Ekkersrijt · Europaplein (Groningen) · Europaplein (Maastricht) · Lindenholt